# Josefina Carlota da Bélgica
Josefina Carlota Ingeborg Isabel Maria José Margarida Astrid (em francês:  Joséphine Charlotte Ingeborg Elisabeth Marie-José Marguerite Astrid; Bruxelas, 11 de outubro de 1927 — Luxemburgo, 10 de janeiro de 2005) foi uma Princesa da Bélgica, esposa do grão-duque João e Grã-Duquesa Consorte de Luxemburgo de 1964 até sua morte. Era a filha mais velha do rei Leopoldo III da Bélgica, e de sua esposa, a princesa Astrid da Suécia.

## Infância e juventude

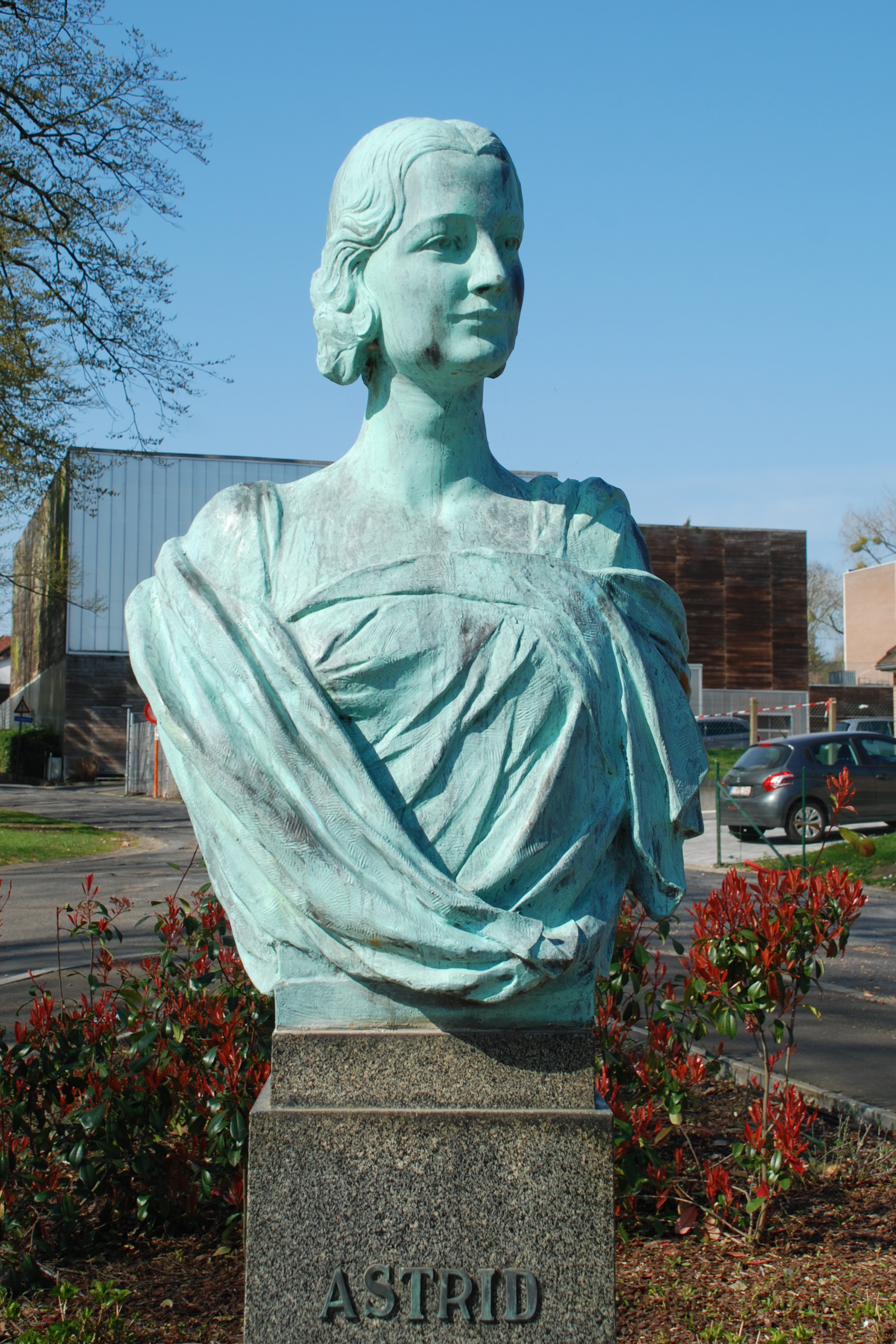
Astrid da Suécia, mãe de Josefina Carlota (busto em Court-Saint-Étienne).

A princesa passou sua infância no Palácio de Stuyvenberg, fora de Bruxelas, com seus pais. Sua mãe, que tinha nascido como uma princesa da Suécia e que era uma descendente direta de Josefina de Beauharnais, morreu em um acidente automobilístico em 1935, aos vinte e nove anos. Seu pai era descendente de Stéphanie de Beauharnais, uma prima do primeiro marido de Josefina e filha adotiva do segundo marido de Josefina, Napoleão Bonaparte.
A princesa Josefina Carlota foi educada primeiramente no Palácio Real, onde uma pequena classe tinha sido organizada para ela. No final de 1940, entrou para um internato e continuou então sua educação com professores particulares. Em 7 de junho de 1944, um dia depois que os Aliados desembarcaram na Normandia, França, ela e seu pai foram mandados para a Alemanha e ficaram lá presos dentro de uma casa. A família real, que incluí Balduíno e Alberto e sua madrasta, Liliana, Princesa de Réthy, foram libertados em 7 de maio de 1945 e ficaram em Prégny, na Suíça.
A princesa Josefina continuou seus estudos na Ecole Supérieure de Jeunes Filles, em Genebra. Na Universidade de Genebra, estudou os livros de Jean Piaget a respeito da psicologia do desenvolvimento. Quando retornou à Bélgica, começou a se dedicar aos seus deveres oficiais. Ao mesmo tempo, dedicou-se a problemas sociais e tornou-se interessada por arte.

## Casamentos e filhos
Em 9 de abril de 1953, Josefina Carlota casou-se com o príncipe João de Luxemburgo, herdeiro do trono grã-ducal de Luxemburgo, indo viver para o Castelo de Betzdorf, onde nasceram todos os seus cinco filhos:
- Maria Astrid de Luxemburgo, nascida em 17 de fevereiro de 1954 (71 anos).
- Henrique, Grão-Duque de Luxemburgo, nascido em 16 de abril de 1955 (69 anos).
- João de Luxemburgo, nascido em 15 de maio de 1957 (67 anos).
- Margarida de Luxemburgo, nascida em 15 de maio de 1957 (67 anos).
- Guilherme de Luxemburgo, nascido em 1 de maio de 1963 (61 anos).

## Papéis e morte
De grã-duquesa herdeira e de grã-duquesa (com a ascensão do príncipe João em 12 de novembro de 1964) até a abdicação de seu marido em 2004, Josefina Carlota deteve muitos deveres, particularmente de natureza social e cultural. A grã-duquesa interessou-se por problemas infantis, familiares e de saúde. Entre 1959 e 1970, foi presidente da Cruz Vermelha Luxemburguesa. Seus passatempos favoritos eram jardinagem e horticultura. Gostava de caçar, de pescar, de esquiar e de esportes aquáticos.
Josefina Carlota que tinha sofrido de câncer de pulmão por algum tempo, morreu no Castelo de Fischbach, aos setenta e sete anos.

## Títulos, Estilos e Armas
- 11 de outubro de 1927 – 9 de abril de 1953: Sua Alteza Real, a Princesa Josefina Carlota da Bélgica, Princesa de Saxe-Coburgo-Gota, Duquesa da Saxônia
- 9 de abril de 1953 – 12 de novembro de 1964: Sua Alteza Real, a Grã-Duquesa Herdeira de Luxemburgo
- 12 de novembro de 1964 – 7 de outubro de 2000: Sua Alteza Real, a Grã-Duquesa de Luxemburgo, Duquesa de Nassau, Princesa de Parma
- 7 de outubro de 2000 – 10 de Janeiro de 2005: Sua Alteza Real, A Grã-Duquesa Josefina Carlota de Luxemburgo, Duquesa de Nassau, Princesa de Parma, Princesa da Bélgica, Princesa de Saxe-Coburgo-Gota, Duquesa da Saxônia

|  |  |  |  |